# Brahmanenmilan

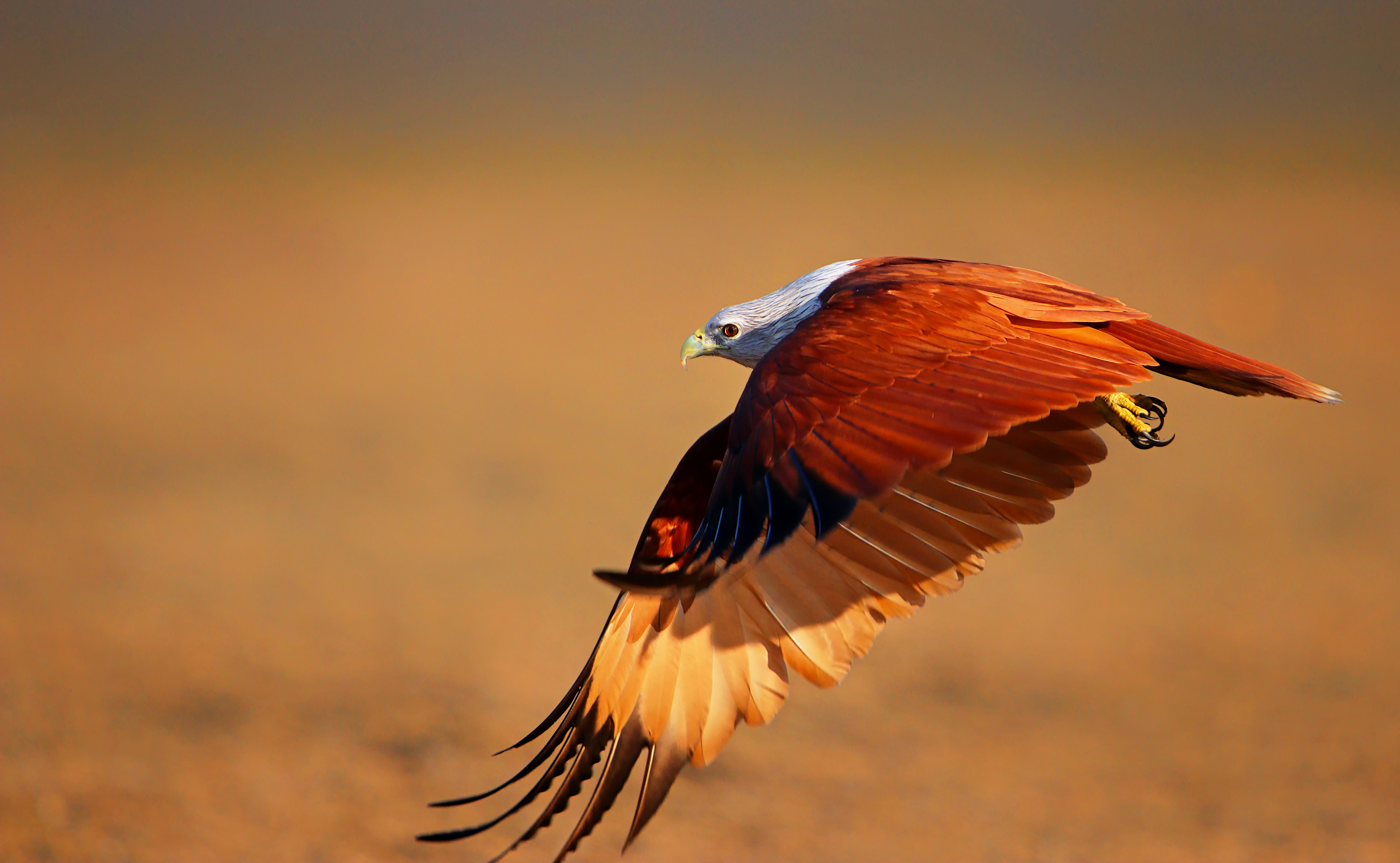
Brahmanenmilan im Flug

Der Brahmanenmilan (Haliastur indus) auch Brahminenweih ist ein mittelgroßer Greifvogel aus der Familie der Habichtartigen (Accipitridae). Die Art bewohnt weite Teile des indischen Subkontinents, Südostasiens, Neuguinea sowie den Osten und Norden Australiens. Sie ist im größten Teil des Verbreitungsgebietes an Küsten gebunden.

## Beschreibung
Brahmanenmilane sind mittelgroße Greifvögel mit kräftigem, leicht untersetztem Rumpf, kleinem Kopf, relativ kurzen und breiten Flügeln, einem mittellangen, gerundeten Schwanz und kurzen, aber kräftigen Beinen und Zehen.
Die Körperlänge beträgt 44–52 cm, wovon 18–22 cm auf den Schwanz entfallen. Die Spannweite beträgt 110–125 cm. Weibchen sind im Mittel um 3–7 % größer als Männchen, die Geschlechter unterscheiden sich ansonsten nicht. Weibchen der Nominatform haben eine Flügellänge von 379–403 mm, Männchen erreichen 359–394 mm. Angaben zum Gewicht der Nominatform liegen bisher kaum vor; Weibchen der Unterart H. i. girrenera wiegen 434–673 g, Männchen dieser Unterart 409–610 g.
Bei adulten Vögeln der Nominatform sind Kopf, Hals, Brust und oberer Bauch weiß mit einer mehr oder weniger deutlich ausgeprägten feinen dunklen Längsstreifung. Rücken, Oberflügeldecken, die Oberseite der Armschwingen, die Oberseite der inneren Handschwingen und der basalen Hälfte der äußeren Handschwingen, die kleinen und mittleren Unterflügeldecken, der Unterbauch und die Beinbefiederung sind dunkel rostrot. Die distale Hälfte der äußeren Handschwingen ist ober- wie unterseits schwarz. Der Schwanz ist oberseits ebenfalls überwiegend rostrot, zeigt jedoch ein blass rostfarbenes Endband. Unterseits sind der Schwanz und die Schwingen ebenso wie die großen Unterflügeldecken blass rostfarben und bilden so einen deutlichen Kontrast zu den dunklen rostfarbenen Partien.
Die Iris ist dunkelbraun, selten dunkelrotbraun. Die Wachshaut ist variabel blassgelb, weißlich oder blassblau, der Schnabel ist meist blassgelb bis grünlichgelb mit bläulicher Basis. Die Beine und die Zehen sind cremefarben, blassgelb oder grünlich gelb; die Krallen sind schwarz.
Das Jugendkleid unterscheidet sich in Färbung und Zeichnung deutlich von dem der Altvögel. Die Vögel sind insgesamt fast einfarbig düster schwärzlich graubraun. Kopf, Hals und die Unterseite des Rumpfes sind heller braun gefleckt und gestrichelt. Die distalen Handschwingenbasen sind wie bei den Altvögeln schwarz, zusätzlich sind jedoch auch die Spitzen der inneren Handschwingen schwarz. Armschwingen und Schwanz sind unterseits einfarbig graubraun, die basalen Teile der Handschwingen sind blass hellbeige. Iris und Beine sind wie bei den Altvögeln gefärbt. Die Wachshaut ist weißlich, der Schnabel ist dunkelgrau mit hellerer Basis. Die Vögel tragen nach einem Jahr das Adultkleid.

## Lautäußerungen
Rufe sind fast nur am Brutplatz zu hören. Hier wird am häufigsten ein abfallender, miauender oder bläkender Ruf geäußert, der in aggressiver Stimmung zweisilbig jammernd, laut und harsch etwa wie „piiii-jääh“ klingt. Gelegentlich wird auch ein Pfiff geäußert.

## Verbreitung und Lebensraum
Das Verbreitungsgebiet des Brahmanenmilans umfasst weite Teile des indischen Subkontinents, Südostasiens, Neuguinea sowie den Osten und Norden Australiens.
Die Art ist im größten Teil des Verbreitungsgebietes an tropische Küsten aller Art gebunden. In Teilen des Areals, vor allem im Bereich des indischen Subkontinents und von den Großen Sundainseln bis Neuguinea, bewohnt die Art aber auch aquatische Lebensräume im Binnenland wie Flüsse, Seen, Sümpfe, Reisfelder und ähnliches. Weiterhin werden auch städtische Müllkippen genutzt und einige Populationen jagen auch über Niederungslandschaften aller Art bis hin zu offenem Grasland oder Wäldern weitab von Gewässern.
Die Art kommt überwiegend von Meereshöhe bis etwa 500 m Höhe vor, im Himalaya bis 1800 m und auf den Großen Sundainseln bis 3000 m.

## Jagdweise und Ernährung

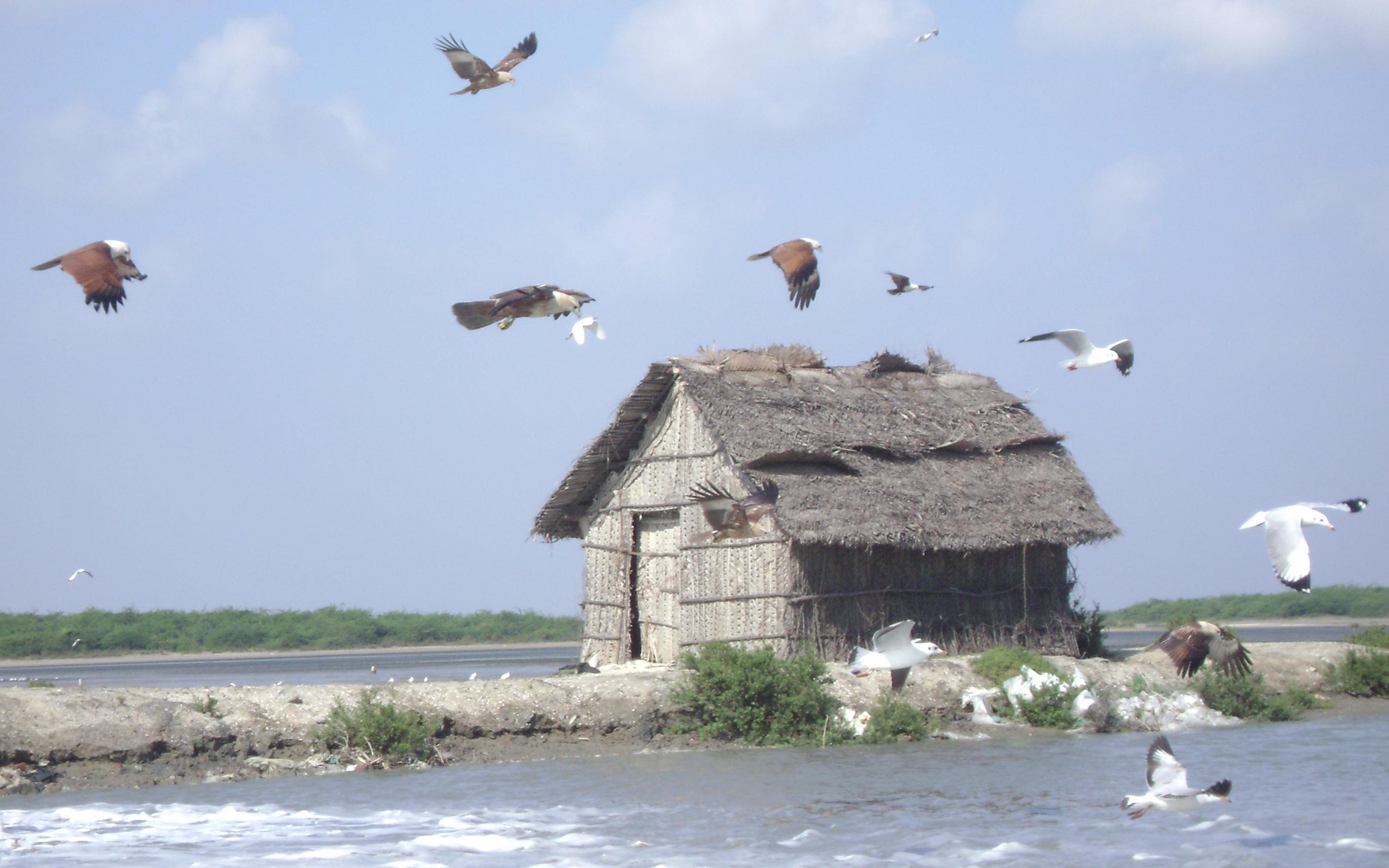
Adulte und juvenile Brahmanenmilane zusammen mit Möwen bei der Nahrungssuche an der südostindischen Küste

Die Nahrungssuche erfolgt überwiegend im niedrigen Gleit- oder Ruderflug über Wasser oder Land, aber auch oft von einem Ansitz aus; seltener zu Fuß. Gelegentlich parasitieren die Tiere auch bei anderen kleinen Greifvögeln, Möwen oder Seeschwalben.
Die Ernährung ist sehr variabel; die wesentlichen Nahrungsbestandteile sind je nach Population oft sehr unterschiedlich. Der Brahmanenmilan ernährt sich zum einen von Aas aller Art wie Speiseresten und Abfällen der Fischerei, toten oder kranken Fischen, Straßenopfern und ähnlichem kleinen Aas; an größeren, von Geiern genutzten Kadavern findet er sich hingegen nur selten ein. Darüber hinaus wird auch viel lebende Beute erjagt, vor allem kleine Fische und Insekten, aber auch Krebstiere, kleine Amphibien und Reptilien sowie wohl überwiegend kranke oder verletzte kleine Säugetiere und Vögel.

## Fortpflanzung
Balzende Männchen zeigen über dem Brutplatz kurze Wellenflüge mit Sturzflügen über 30 bis 100 m nach unten und anschließendem Wiederaufsteigen. Die Paarbalz besteht in erster Linie aus dem regelmäßigen Kreisen eines oder beider Partner und gemeinsamen Wellenflügen, dabei wird auch gerufen. Die Brutzeit des Brahmanenmilans ist in dem großen Verbreitungsgebiet je nach geografischer Lage des Vorkommens sehr unterschiedlich, in großen Teilen des Areals fällt sie in die jeweilige Trockenzeit. Sie fällt in Indien in den Zeitraum Dezember bis Juni, im kontinentalen Südostasien und auf Borneo auf Januar bis Juli und auf den Philippinen auf Februar bis Juli. Im Bereich des Äquators auf Java und Sulawesi wird ganzjährig gebrütet, mit einer Häufung von Mai bis Oktober. In Australien erfolgt die Fortpflanzung im Norden von April bis Oktober, weiter im Süden von Juli bis Dezember.
Das Nest wird meist in Bäumen errichtet, die Art der Bäume und die Höhe des Nestes über dem Boden richtet sich nach dem vorhandenen Angebot. Selten werden auch menschliche Bauwerke wie Ruinen, Leuchttürme oder Strommasten zur Nestanlage genutzt. Die nicht sehr sorgfältig gebauten Nester bestehen aus Ästen, Gras, Algen und Schwemmgut. Die Mulde wird mit Zweigen und in Zivilisationsnähe mit Wolle, Lumpen und ähnlichem Müll ausgelegt, in naturnäheren Habitaten mit Gras, Blättern, Rindenstücken, Flechten und Futterresten wie Knochen und ähnlichem. Neue Nester haben oft nur einen Durchmesser von 30 cm, alte und wiederholt benutzte Nester können einen Durchmesser von 70–75 cm erreichen und 15–20 cm hoch sein.

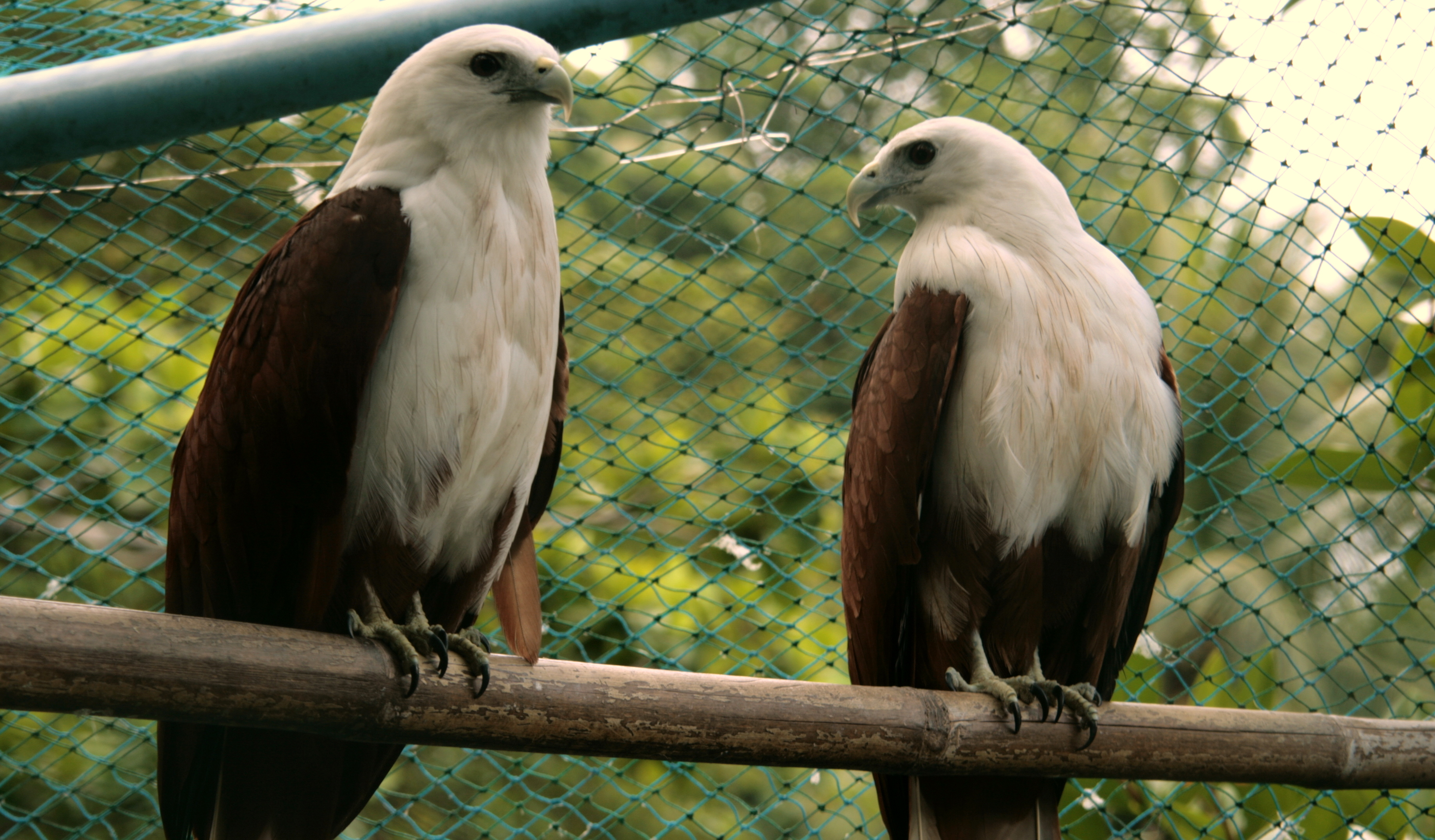
Brahmanenmilane in Gefangenschaft

Das Gelege besteht aus 1–4, meist 2 Eiern, die 28–35 Tage lang bebrütet werden. Die Jungvögel fliegen nach 40–56 Tagen aus und sind nach etwa zwei Monaten selbständig.

## Wanderungen
Die Art ist im Wesentlichen Standvogel, regional streichen Brahmanenmilane in Abhängigkeit von Dürren oder Regenfällen umher. Vögel in den höheren Lagen des Himalaya suchen im Winter tiefere Lagen auf. Jungvögel zeigen eine ungerichtete Abwanderung aus den elterlichen Revieren.

## Bestand und Gefährdung
Gesicherte Angaben zum Weltbestand gibt es nicht, die IUCN gibt als grobe Schätzung 100.000–1.000.000 Individuen an. Trotz regionaler Bestandsrückgänge stuft die IUCN die Art insgesamt als ungefährdet ein.
Nach der aktuellen CITES Listung 2023_01-07 07_43 findet sich diese Art in Anhang II.
Die Art ist der Vogel der Stadt Jakarta, dort aber stark gefährdet.